# 本土恐怖主義

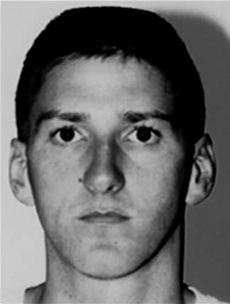
在1995年4月犯下俄克拉何马城爆炸案的提摩太·占士·麥克維，殺害了168人，其中有19名孩童。

本土恐怖主義（Homegrown terrorism）或國內恐怖主義（domestic terrorism），通常是指由具有本國籍公民的恐怖份子所犯下的恐怖活動罪行。在美國，是自2001年反恐戰爭後所衍生出的新型態恐怖主義類型。其特色是在自國土生土長的公民或永久居民，採用暴力行為製造恐懼，以達成其推動在政治、宗教等意識型態，或戰術上的階段性目標。

## 分类
本土恐怖主义大致分为两类：“团体性”与“独狼式”。
- 团体性本土恐怖主义：由多位的当地居民或是本国公民（包括以此类人员为主要执行者）共同策划、准备、执行袭击。参与人员互相沟通、学习与支援；行动时分工明确，有且按详细计划发动袭击。攻击形态为“同一时间，多起袭击”或“不同时间，连续袭击”如俄克拉荷马城爆炸案、英國倫敦七七恐怖攻擊事件、2014年乌鲁木齐火车南站恐袭、2014年昆明火车站恐袭事件、2009年乌鲁木齐七五事件、2021年美國國會山莊暴力衝擊事件。[2][3]
- 独狼式本土恐怖主义：仅由一位当地居民或是本国公民独自策划、准备并发动袭击。行动前仔细计划、选择、安排时间、地点及攻击目标。因其一人单独行动性质，所以有很强独立性。挪威烏托亞島屠殺案、美國胡德堡槍擊案和中国石家庄“3·16”特大爆炸案皆屬此類。[2]

## 特点
本土恐怖主义普遍具有以下特点：
- 1.政治意圖浓厚或意识形态强（有时两者皆具）：恐怖主义根本出发点是以暴力等手段制造政治影响，以表达对政府的不满甚至意图推翻现政府的统治。其往往具有很强的意识形态基础，包括伊斯兰基本教义、白人至上主义、民族分离主义等。
- 2.隐蔽性强：执行主体受恐怖思潮影响的主要渠道为互联网，而互联网的开放性和隐蔽性并存。本土居民因其与本土环境契合度高与周围人几乎无差异或是所在地区多为本民族聚居区，外界力量很难进入。这些都加大了对恐怖主义的预防和打击。另外，独狼式本土恐怖主义更因其独立性、孤立性与外界很少互联互通更难发现或追踪。
- 3.暴力激進化(Violent Radicalization)：利用暴力宣扬極端思想、达到自身改变政治、社会或宗教之目的。
- 4.境内外勾结：

可大致分为四种情况但常常混合发生：
- 本土居民或本国籍人士偷赴境外接受恐怖组织培训后再潜回发动袭击，或境外人员以报刊书籍、视频等“远程教学”。
- 境内人员直接与境外人员共同策划、组织与实施暴恐活动。
- 境外指挥境内实施，或境外派遣人员至境内领导发动暴力袭击。
- 境内发动袭击后，境外组织认领；互相声援。